# Ferrovia a levitazione aerodinamica

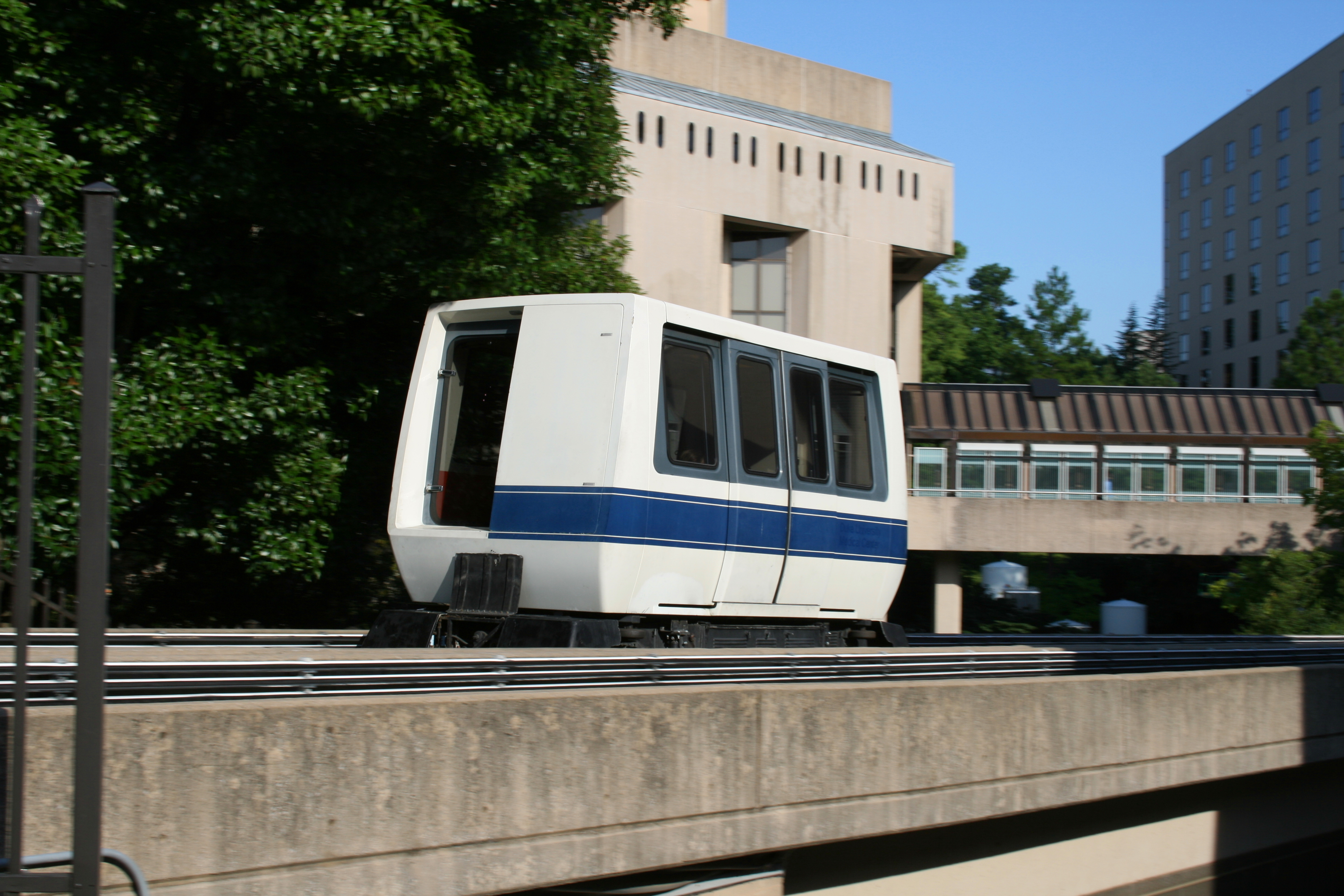
Duke Hospital PRT

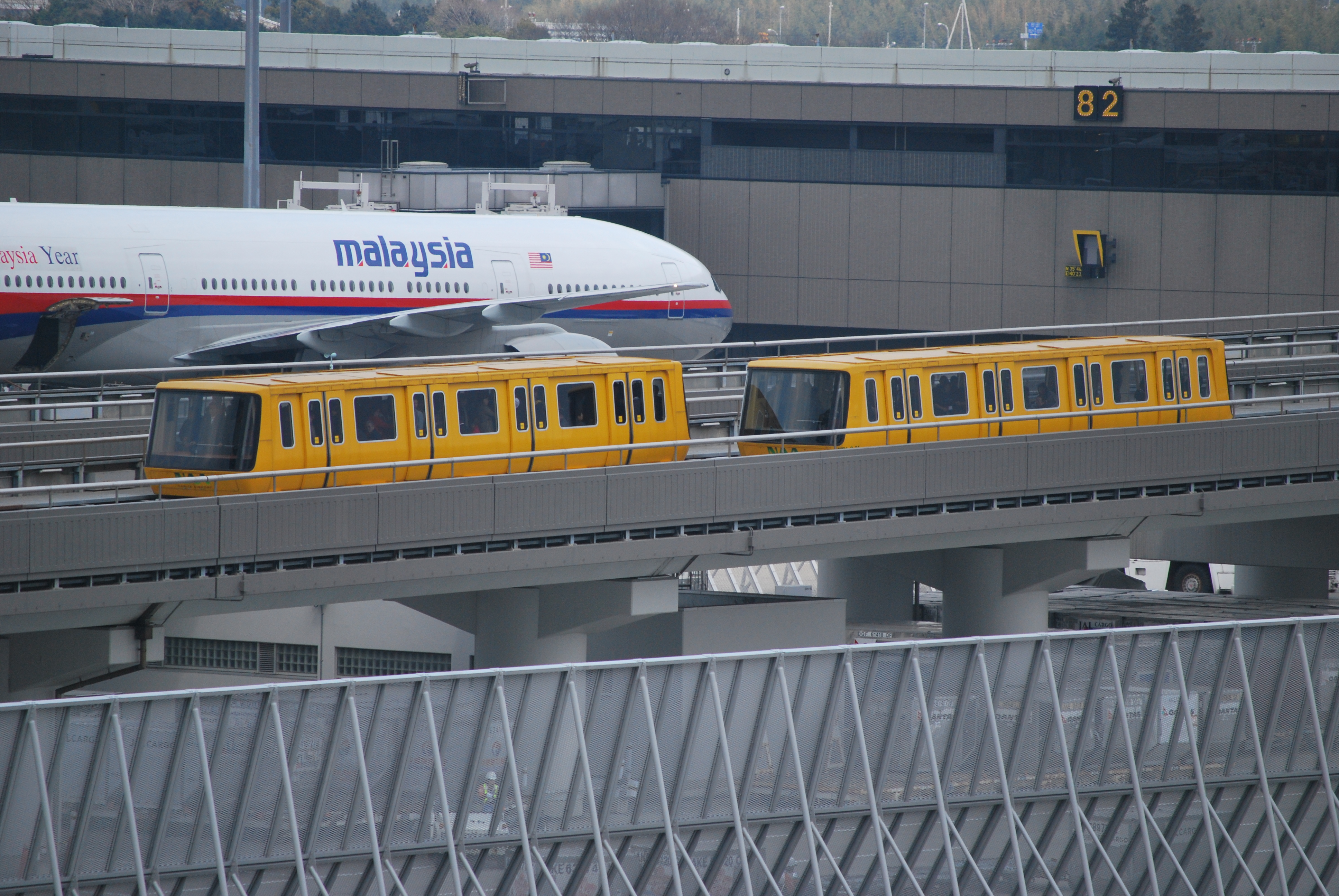
Narita Airport Terminal 2 Shuttle System

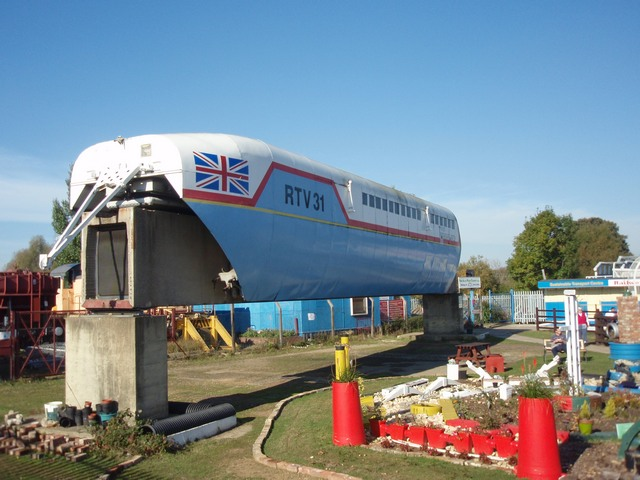
Tracked Hovercraft test system, the RTV 31.

La ferrovia a levitazione su cuscinetto d'aria definibile anche come treno ad effetto suolo (in lingua inglese ground effect train), il cui esempio più conosciuto è rappresentato dall'Aérotrain, è un'alternativa al treno a levitazione magnetica.
In entrambi i casi l'obiettivo è quello di evitare al veicolo il contatto fisico con il suolo durante il viaggio. Mentre un treno a levitazione magnetica ottiene quest'effetto attraverso l'uso della repulsione elettromagnetica tra elementi a bordo e altri elementi di stessa carica fissati a terra, un treno ad effetto suolo utilizza un cuscinetto d'aria, sia come avviene negli hovercraft sia usando un effetto "ali al suolo".
I vantaggi del Ground effect train, rispetto a quello a levitazione magnetica, sono i bassi costi dovuti ad una costruzione più semplice delle infrastrutture. Gli svantaggi riguardano sia la costante immissione di energia per mantenere il treno sospeso in aria (nel caso di veicoli progettati come hovercraft), sia la necessità di mantenere il treno in movimento per restare staccato da terra (nel caso di veicoli con effetto "ali al suolo").

## L'Aérotrain

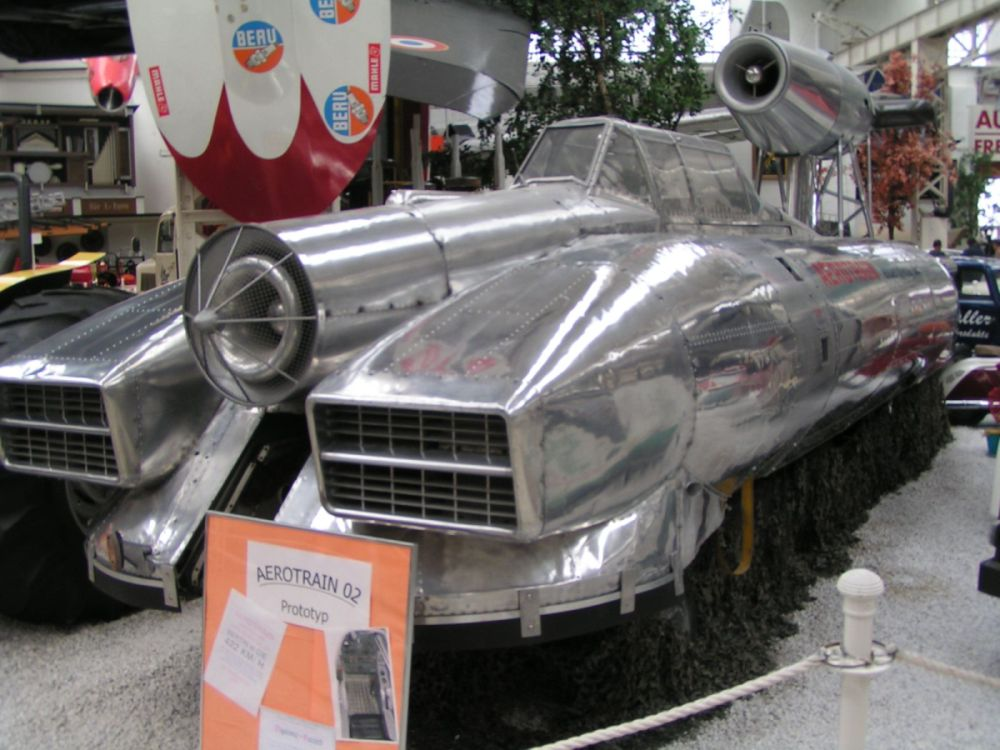
Prototipo dell'Aérotrain

Utilizzando il principio del cuscino d'aria questo treno venne sviluppato in Francia dal 1965 al 1977 e il suo progettista principale fu Jean Bertin.
L'intento della progettazione era simile a quello del treno a levitazione magnetica: sospendere il treno da terra riducendo l'attrito e facendo sì che la forza da superare per il movimento del veicolo fosse soprattutto la resistenza dell'aria. La previsione era così di poter far viaggiare il convoglio ad alta velocità con un consumo limitato di energia ed un livello ridotto di rumore; tutto ciò senza raggiungere la complessità tecnica e l'esborso monetario della levitazione magnetica.
Furono costruiti 5 prototipi di cui uno, il I-80, completo e funzionante su un percorso specifico della lunghezza di 18 km. Riuscì, il 5 marzo 1974 a segnare un record di velocità alla media di 417,6 km/h ed una punta superiore ai 430 km/h.
Gli studi per la messa definitiva in opera vennero interrotti nel 1977 per una serie di ragioni concomitanti: la morte del suo ideatore, la mancanza di fondi per la ricerca e la decisione del governo francese di optare per il TGV nella scelta del treno ad alta velocità da adottare.
Altri esperimenti per veicoli simili all'Aerotreno vennero condotti anche in altre nazioni nella stessa epoca. In particolare alcuni prototipi e tracciati sperimentali vennero costruiti, nella seconda metà degli anni 60 e nei primi 70, dall'Istituto di Aeronautica dell'Università di Palermo, ma non ebbero seguito successivamente.
Le esperienze acquisite con l'Aerotreno ed altri prototipi simili si sono poi trasferite su di un dispositivo per trasporti interni di carichi anche molto elevati, il pattino ad aria, che è oggi costruito da diverse aziende in varie parti del mondo.